# Coregonus ladogae
Coregonus ladogae is een straalvinnige vissensoort uit de familie van de zalmen (Salmonidae). De wetenschappelijke naam van de soort is voor het eerst geldig gepubliceerd in 1938 en toen beschreven als ondersoort van de kleine marene (C. albula).
Deze soort houting komt voor in het Ladogameer en is verder op grote schaal geïntroduceerd in meren in Letland, Europees Rusland en Siberië. Van deze soort is bekend dat hij hybridiseert met andere soorten houtingen. Er zijn geen factoren bekend die schadelijk zijn voor het voortbestaan van deze soort, daarom staat deze soort als niet bedreigd op de Rode Lijst van de IUCN.